# Верес (компания)
Группа компаний «Верес» — вертикально интегрированный холдинг, специализирующийся на производстве плодоовощной консервации.

## Общая информация о Компании
Компания создана в 1997 году. Общий объём производства составляет свыше 50 000 тонн в год, годовой оборот — свыше 120 млн долларов. Ассортиментный ряд компании — более 100 наименований. Персонал — более 4000 человек. Продукция торговой марки «Верес» экспортируется в 20 стран мира. В состав Группы компаний «Верес» входят производственные предприятия, агрокомплекс, логистический центр, торговые дома в России и в  Украине.
Председатель правления — Андрей Борисович Родионцев.

## История
27 мая 1997 года компания «Верес» приобрела свой первый завод, который находится в городе Каневе и начала производство плодоовощных консервов.
2000 год — компания «Верес» приобрела и восстановила завод в селе Хмильна Черкасской области. В 2001 году начались продажи консервов «Верес» в России.
2002 год — построено и запущено в работу предприятие по выращиванию шампиньонов (Литвинецкий филиал ГК «Верес» — СООО им. Шевченко)
В 2003 году компания начала налаживать работу собственных фермерских хозяйств в Закарпатской области и приобрела консервный завод в Черкассах.
2004 год — запущенно производство белых и красных соусов.
2005 год — началось внедрения новых упаковочных решений для традиционных категорий (хрен в упаковке дой-пак).
2007 год — продукция «Верес» получает золотую медаль на крупнейшей в СНГ продуктовой выставке WorldFood в Москве.
2011 год — компания «Верес» расширяет ассортиментный ряд соусной группы.

## Производственные предприятия
- Каневский завод ГК «Верес» — специализируется на производстве соусной группы и плодоовощной консервации.
- Черкасский завод ГК «Верес» — специализируется на производстве горошка, кукурузы, баклажанной и кабачковой икры.

## Агрокомплекс
По данным на 2012 год группе компаний «Верес» принадлежит более 7000 гектаров земли во всех регионах Украины.
- Сельскохозяйственный комплекс Софиевка — специализируется на выращивании хрена, горчицы, кабачков, кукурузы, гороха, фасоли и огурца.
- Сельскохозяйственный комплекс Межирич — специализируется на выращивании гороха, кукурузы, горчицы, фасоли.
- Сельскохозяйственный комплекс Яснозирье — специализируется на выращивании хрена, кукурузы, горчицы, фасоли, гороха.
- Сельскохозяйственный комплекс Новопетровка — специализируется на выращивании баклажан, перца, томатов, капусты, горчицы.
- Сельскохозяйственный комплекс Ракошино — специализируется на выращивании огурца, фасоли, перца, горчицы, хрена

## Грибоводство
Литвинецкий филиал ГК «Верес» — СООО им. Шевченко — специализируется на выращивании свежих шампиньонов, производству компоста и покровного материала.